# Eldon, Durham
Eldon är en civil parish i Storbritannien. Den ligger i kommunen Durham i riksdelen England, i den centrala delen av landet, 400 km norr om huvudstaden London.